# Al-Káida v islámském Maghrebu

Vlajka užívaná Al-Káidou v islámském Magrebu

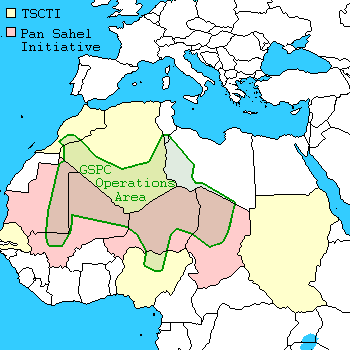
Oblast operací Al-Káidy v islámském Magrebu

Al-Káida v islámském Maghrebu, původním názvem Salafistická skupina pro kázání a boj je organizace usilující o svržení alžírské vlády a nastolení islámského státu. Skupina vyhlásila záměr napadat evropské a americké cíle. Skupina byla označena jako teroristická Organizací spojených národů, Ruskem, USA a Spojenými arabskými emiráty.
Členská základna skupiny se rekrutuje z alžírských a místních saharských komunit (jako jsou Tuaregové a některé klany na severu Mali) stejně jako Maročanů z předměstí marockých měst. Alžířané dominují ve vedení organizace. Velký podíl příjmů skupiny tvoří výkupné za cizince.

## Útoky
- 20. listopadu 2015 Al-Káida a skupina al-Murábitún provedly útok na hotel Radisson Blu maliském hlavním městě Bamaku a získali více než 100 rukojmí. 19 rukojmí bylo zabito předtím než hotel obsadily bezpečnostní složky.[1]
- 16. ledna 2016 bylo nejméně 23 lidí zabito při útoku Al-Káidy na cizinci obývaný hotel v Ouagadougou, hlavním městě Burkiny Faso. Během útoku ozbrojenci krátce zajali 126 hotelových hostů.[2]

## Související článek
- Občanská válka v Alžírsku
- Al-Káida
- Mochtár Belmochtár